# Phare de Capo Comino
Le phare de Capo Comino (Italien :Faro di Capo Comino) est un phare situé sur le Capo Comino, le promontoire le plus à l'est dans la commune de Siniscola, sur la mer Tyrrhénienne, dans la province de Nuoro (Sardaigne), en Italie.

## Histoire
Le phare, construit en 1903, n'a été activé par la Regia Marina qu'en 1925. Le phare est entièrement automatisé et exploité par la Marina Militare.

## Description
Le phare  se compose d'une tour quadrangulaire en maçonnerie attenante à une maison de gardiens de trois étages de 20 m de haut, avec galerie et lanterne. La totalité du bâtiment est peint en blanc et le dôme de la lanterne est gris métallisé. Il émet, à une hauteur focale de 26 m, un éclat blanc toutes les 5 secondes. Sa portée est de 15 milles nautiques (environ 28 km).
Identifiant : ARLHS : SAR011 ; EF-1230 - Amirauté : E1030 - NGA : 8588 .

## Caractéristique dufeu maritime
Fréquence : 5 secondes (W)
- Lumière : 1 seconde
- Obscurité : 4 secondes

|             |
| Capo Comino |

|          |
| Le phare |

### Lien connexe
- Liste des phares de la Sardaigne